# Cingoli
Cingoli (Cìnguli in dialetto locale) è un comune italiano di 9 447 abitanti della provincia di Macerata nelle Marche.
Il comune si trova sulla sommità del Monte Circe, a 631 m s.l.m., e fa parte del club dei Borghi più belli d'Italia.

## Geografia fisica

### Territorio

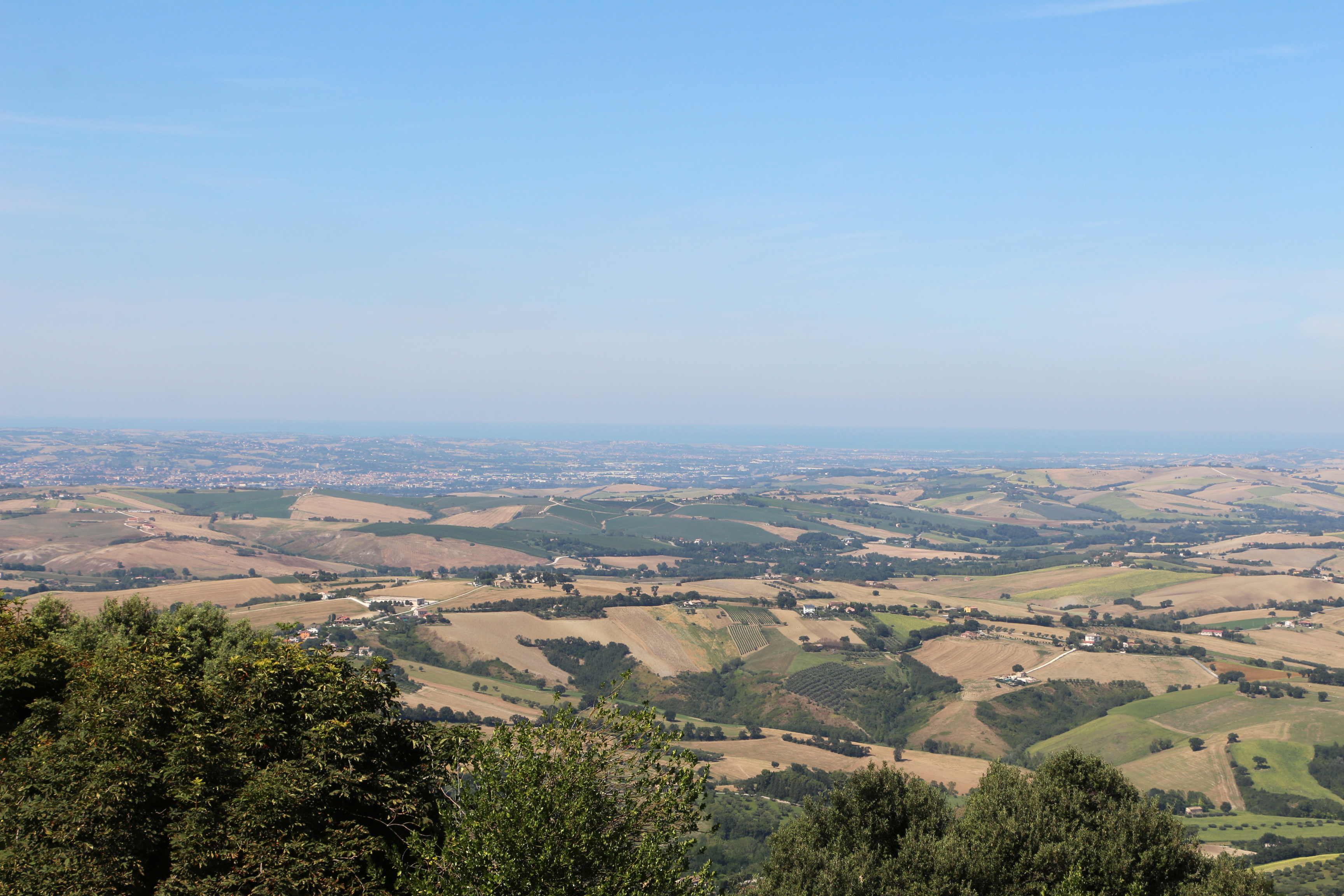
Veduta del paesaggio circostante.

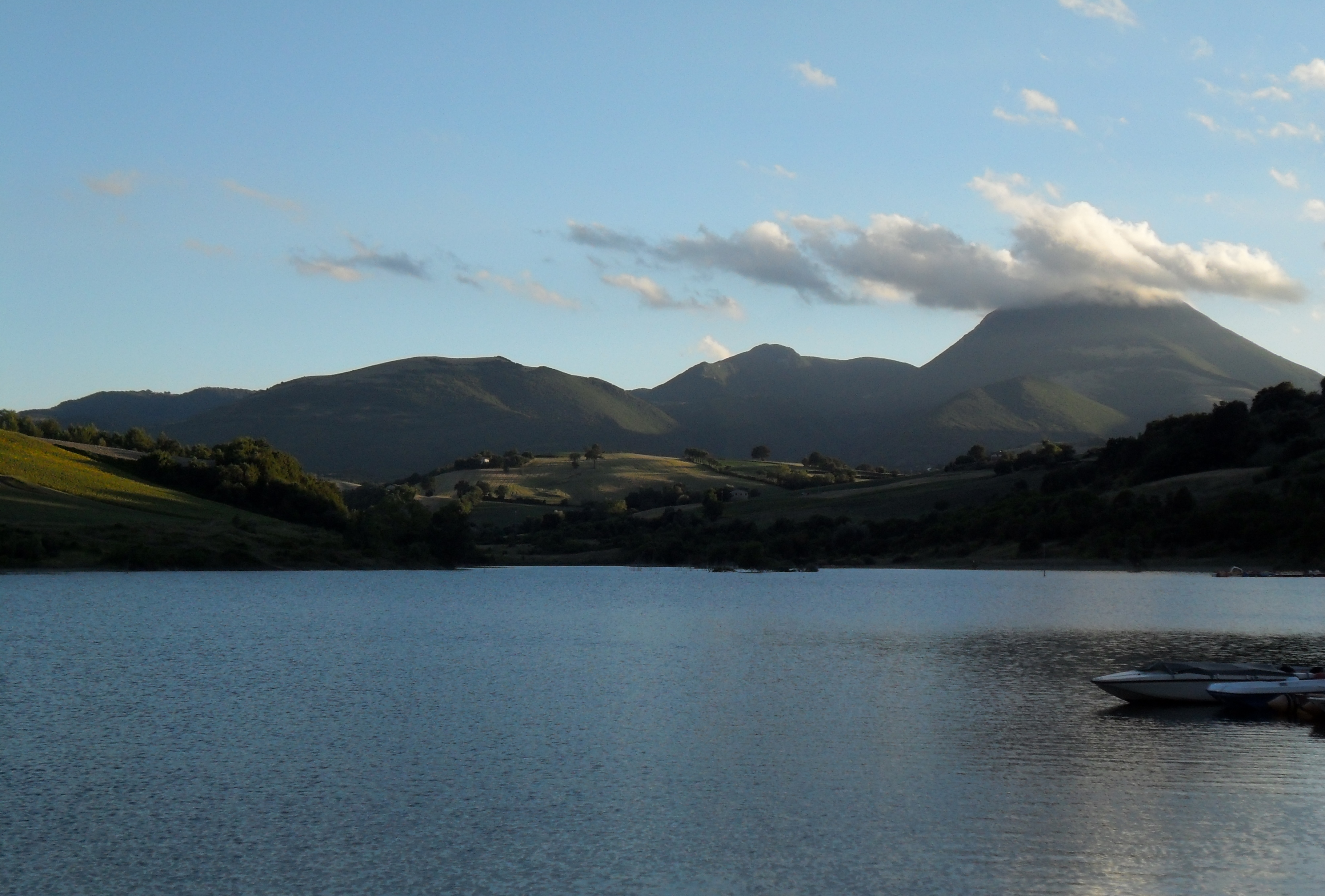
Il lago di Cingoli (di origine artificiale) verso il Monte San Vicino.

Il territorio di Cingoli si estende per circa 150 km² tra la valle del fiume Musone e quella del Rio le Laque; è zona montuosa, con rilievi costituenti la piega dell'Appennino umbro-marchigiano detta appunto piega di Cingoli, di forma ellissoidale e con quote che arrivano agli 824 metri di Monte Acuto. Altri rilievi notevoli sono Monte Sant'Angelo, Monte Nero, Cima delle Piane, Pian dei Conti.
La città sorge in posizione panoramica sul versante adriatico di tale gruppo montuoso e ha alle spalle la piega appenninica in cui svetta il Monte San Vicino (1479 m) con la sua singolare forma a trapezio.
La formazione stratigrafica dei rilievi di Cingoli risale al periodo del Cretaceo superiore, con tipi litologici molto vari; l'intera area è ricca di boschi, rappresentativi di una flora molto varia, che abbraccia quasi l'intera fitodiversità della macchia mediterranea.
Nel 1974 sono state istituite due aree protette: la macchia del Monte Nero e quella delle Tassinete, il cui nome deriva dalla presenza rilevante del tasso (Taxus baccata).
Per quanto riguarda la fauna, alcune specie sono estinte da tempo come l'avvoltoio, altre dai primi anni del Novecento come l'aquila e la lontra. Le specie che popolano ancora il territorio sono il cinghiale, il lupo, lo scoiattolo, il ghiro, la faina, il riccio, la volpe, la donnola, la puzzola e alcuni uccelli di tipo rapace, corvidi, passeriformi e quelli che frequentano i corsi d'acqua.
Nel 1987 è stato creato sul fiume Musone l'invaso di Castreccioni, comunemente chiamato Lago di Cingoli, con una diga di sbarramento in calcestruzzo a gravità.

### Clima
Il clima di Cingoli risente molto dell'altitudine basso-montana, della relativa lontananza dal mare e dell'esposizione a N/E, a lato del Monte San Vicino. Questi fattori influenzano soprattutto le temperature, i venti e le precipitazioni nevose.
Gli inverni sono generalmente freddi, tranne che nei periodi anticiclonici e nelle fasi in cui spirano le miti e secche correnti favoniche dai quadranti occidentali o sud-occidentali (vento di garbino). In caso di afflussi d'aria fredda o gelida dai quadranti settentrionali e orientali, Cingoli viene solitamente investita da nevicate anche abbondanti, grazie alla quota a cui è situata, alla presenza del Mare Adriatico verso est - nordest e alla vicinanza del "massiccio" del San Vicino che esalta i fenomeni (effetto stau). In certi casi il manto nevoso può raggiungere altezze davvero impressionanti, misurabili in metri (come avvenuto nel gennaio del 2005, nel febbraio 2012 e in altri episodi storici). Le estati sono invece moderatamente calde, con picchi di calore notevoli solo nel caso in cui l'Italia Centrale venga raggiunta da masse d'aria provenienti dall'entroterra africano. Abbastanza frequenti i temporali pomeridiano-serali, provenienti dall'interno, in qualche caso anche forti.
Caratteristica del clima della città e della zona circostante è la continuità e la forza del vento: specie quello di caduta dall'Appennino può raggiungere e superare i 100 km/h.

## Storia

### Origini
Il termine Cingulum significa in latino "qualcosa che cinge": in effetti sin dai primi secoli la città si presentava come una realtà costruita su un monte per cingerlo. Cingoli, quindi, equivarrebbe a città edificata sul ripiano di un monte. Le testimonianze più antiche di frequentazione dell'area di Cingoli risalgono al Neolitico, IV-III millennio a.C. Nel IX secolo a.C. il territorio appariva occupato da popolazioni Picene. Secondo una leggenda, il picchio piceno, giunto nelle Marche, si posò proprio sull'altura di Cingoli.
Il primo nucleo insediato di Cingulum, nell'area dell'attuale Borgo San Lorenzo, risale al III sec. a.C.
Nel periodo romano, la città è citata nel De bello civili da Giulio Cesare e venne ampliata e fortificata da Tito Labieno, cingolano, luogotenente di Cesare nelle Gallie. Alla metà del I secolo a.C., in età augustea, Cingoli venne elevata a Municipium della tribù Velina, nella V Regio.

### Medioevo
A partire dalla metà del IV secolo si ha notizia di una prima diocesi di Cingoli, in cui vi fu anche vescovo (poi patrono) Sant'Esuperanzio. Con la caduta dell'impero romano il sito venne devastato da Goti e Longobardi e l'insediamento si spostò più a ovest, in cima al colle ove sorge oggi. La diocesi scomparve nel VI secolo venendo assorbita da quella di Osimo.
Divenuta feudo del vescovo osimano, nel secondo XII secolo, Cingoli, si eresse a Libero comune ove fiorì. Tuttavia iniziarono le lotte intestine fra le famiglie nobili locali, fra le quali emerse la famiglia guelfa dei Cima, la quale signoria durò fino alla fine del XV secolo.
Attraverso un documento, intitolato Descriptio Marchiae Anconitanae, è possibile ricostruire il contesto geo-politico di Cingoli: verso la prima metà del trecento Cingoli contava 1200 focolari (fumantes), ovvero circa 5 000 abitanti. Cingoli comprendeva il centro urbano e il contado dove sorgevano tre castelli (Castreccioni, Colognola e Sant'Angelo) e sette ville (Coldelci, Colderaso, Strada, Torre, Colle, Troviggiano e Lavenano).

### Dominazione pontificia
A partire dal 1370 la Chiesa concesse al comune di Cingoli la facoltà di giudicare le cause criminali e civili fatta eccezione per il reato di eresia, di lesa maestà e di omicidio. Questo rapporto di fedeltà, però, si interruppe nel 1375, quando le città dello Stato della Chiesa si ribellano contro papa Gregorio XI. Fu proprio in occasione di questo scontro, che prese il nome di Guerra degli Otto Santi, che l’autorità della famiglia Cima poté riemergere. Tra il 1375 e il 1376 Masio Cima ricoprì la carica di podestà a Firenze e proprio il sostegno militare di Firenze, garantito anche ad altri partecipanti a questa guerra tra cui Bartolomeo Smeducci, signore di San Severino, consentì ai Cima di impadronirsi di Cingoli nel dicembre del 1375. Non appena i figli di Tanarello Cima entrarono in città cacciarono il podestà bolognese Cortisio dei Lambertini e sostituirono ai vessilli gli esponenti della famiglia Cima. Si instaurò quindi un regime in cui dominava la famiglia Cima e questo ebbe come conseguenza la scomunica per Masio, Cimarello, Pagnone, Benutino e Uguccione. Tale provvedimento comportò la pronuncia dell’interdetto su Cingoli da parte del vescovo di Osimo nel 1376. Contemporaneamente nacque una contesa che oppose Cingoli a Osimo per questioni confinarie relative al territorio di Filottrano e questo comportò un’alleanza tra Cingoli e Ancona contro Osimo. La rivolta papale si concluse nel 1377, quando le truppe pontificie riconquistarono Cingoli e stipularono la pace di Sarzana nel 1378 con cui Urbano VI revocò i provvedimenti presi in precedenza. Riguardo al patrimonio dei Cima non si hanno testimonianze. Tuttavia un atto del 1408 dimostra che Giovanni di Benutino incamerò, con l’autorizzazione di Urbano VI, i beni degli eredi di Masio Cima. Sempre per quanto riguarda la divisione dei beni, tutti i cugini di Giovanni furono esiliati da Cingoli e quindi il potere si concentrò in un unico ramo della famiglia.
Nel dicembre 1403 Papa Bonifacio IX investì Giovanni del vicariato in temporalibus su Cingoli per diciotto anni. La fedeltà dei Cima con papa Tomacelli garantì vari riconoscimenti. I Cima, grazie a questa riconciliazione, riuscirono a mantenere un ruolo egemone all'interno della città, senza ottenere un riconoscimento formale dal pontefice. Nel 1407, in seguito alla morte del figlio, Giovanni rimase l’unico esponente della famiglia. In quell'anno si susseguirono vari scontri militari: Lodovico Migliorati, nipote di Innocenzo VII, riﬁutava la rimozione dalla carica di rettore provinciale disposta dal successore al soglio pontiﬁcio, Gregorio XII, e contendeva la carica al vescovo di Montefeltro, legittimo designato. Dalla parte del primo si schierarono Ladislao d'Angiò-Durazzo e dalla parte del secondo Braccio da Montone e i Da Varano di Camerino. Poiché Braccio aveva sottratto Apiro al controllo degli Smeducci, il Cima propose al condottiero un'offerta di 5 000 fiorini per far passare Apiro nel territorio cingolano e Braccio accettò. Quando però si accorse che Giovanni aveva assoldato una milizia di 600 fanti per proteggersi da colpi di mano, Braccio da Montone decise di entrare con le armi nel territorio cingolano. Inevitabilmente ci fu uno scontro in cui fu coinvolto un esercito di 2 000 fanti e 700 cavalieri, sconfitto dalle truppe del condottiero perugino. A quel punto Braccio riuscì a conquistare Cingoli e impose come governatore Anselmo da Montemilino, suo cugino. Ben presto però Giovanni Cima raggiunse un accordo con Braccio da Montone e poté quindi riprendere il controllo della città.
Diversamente da quanto accadde per altre città il dominio dei Cima ebbe fine per estinzione dinastica. Dal secondo matrimonio di Giovanni con Rengarda Brancaleoni nacque una figlia, Francesa, che andrà in sposa al signore di Sassoferrato. Giovanni morì nel 1422. Successivamente, Rengarda sposò Anselmo di Montemilino, cugino di Braccio da Montone e ciò causò la nascita di una crisi per Cingoli. Quando nel 1434 crollò lo stato di Braccio, il governo di Anselmo fu abbattuto a seguito di un’insurrezione popolare. Furono quindi stabiliti degli accordi i quali prevedevano che i sostenitori di Braccio non potessero tornare in città e si poneva la damnatio memoriae dei Cima. Dunque nemmeno gli eredi di Giovanni avrebbero più fatto ritorno a Cingoli. A quel punto si apriva la questione della spartizione dei beni dei Cima che caratterizzò la storia di quel periodo. Francesa Cima morì senza testamento nella casa di Galerano Francesco di Silvestri. Il governatore stabilì che i beni mobiliari dei Cima fossero confiscati dalla Camera apostolica e concessi in affitto al Comune.
Nel 1429 si scatenò una lite tra il comune e il monastero di Santa Caterina per il possesso di alcune terre e il patrimonio attirò Francesco Sforza. Quest'ultimo occupò Cingoli nel 1434 per impossessarsi dei beni dei Cima, e fu visto come difensore del comune in quanto i Cima si sarebbero arricchiti ai danni della comunità. Nel 1439 Francesco Sforza fu nominato marchese della Marca e gonfaloniere della Chiesa. Nel 1444 Eugenio IV diede conferma dell’atto di donazione dei beni dei Cima a Francesco Sforza. Alla metà del XV secolo Cingoli poteva dare vita ai suoi ordinamenti comunali e al controllo papale sulla Marca senza rinunciare agli spazi giurisdizionali conquistati al tempo dei Cima.

### Storia moderna
Nel 1725 papa Benedetto XIII ripristina la vecchia cattedra vescovile e Cingoli fu elevata a rango di città. Un cingolano, Francesco Saverio Castiglioni, divenne papa nel 1829 come Pio VIII. Con la Battaglia di Castelfidardo, Cingoli fu annessa al Regno di Sardegna e nel 1861 al Regno d'Italia.

## Monumenti e luoghi d'interesse

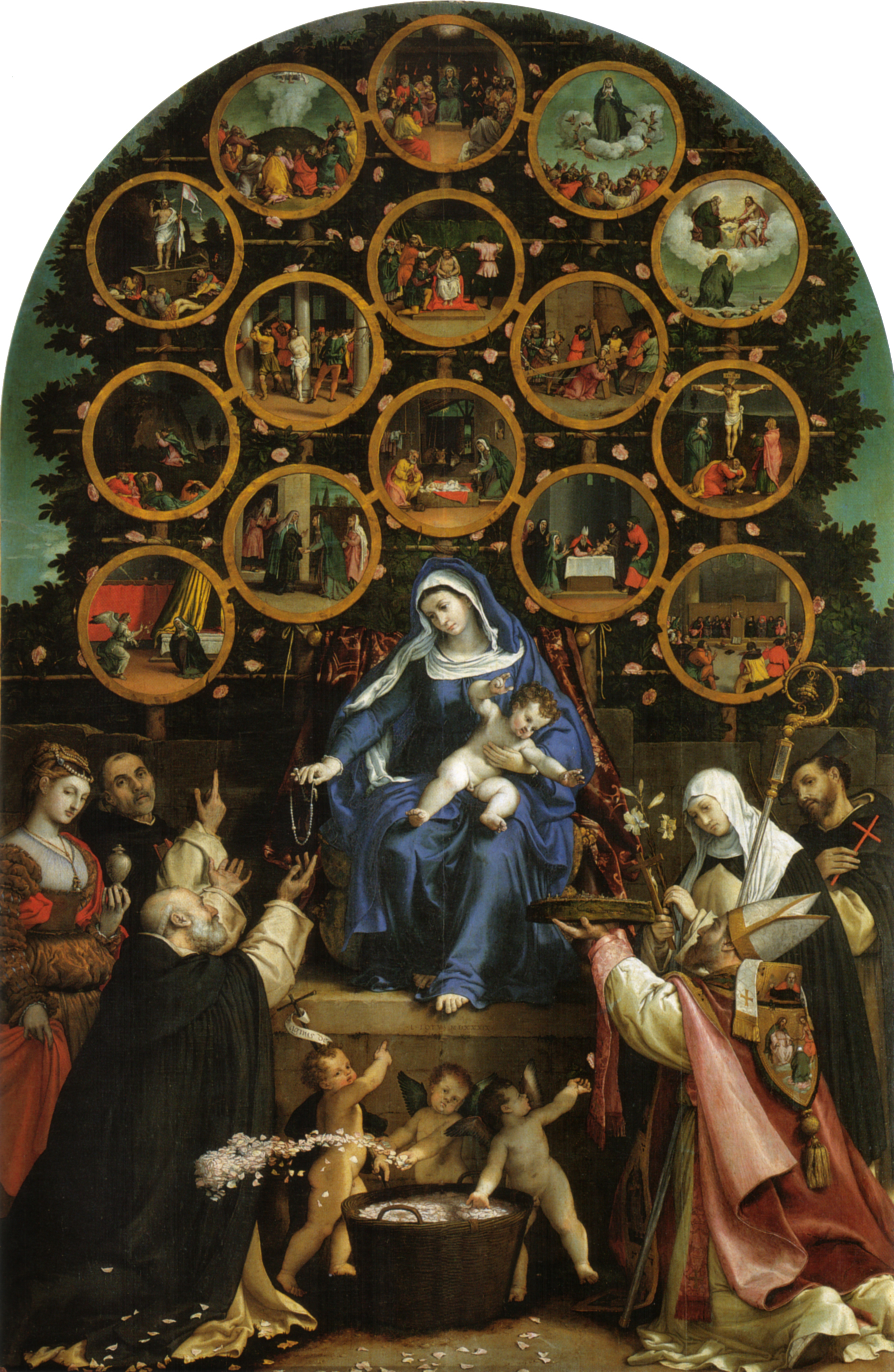
Madonna del Rosario di Lorenzo Lotto, Chiesa di San Domenico

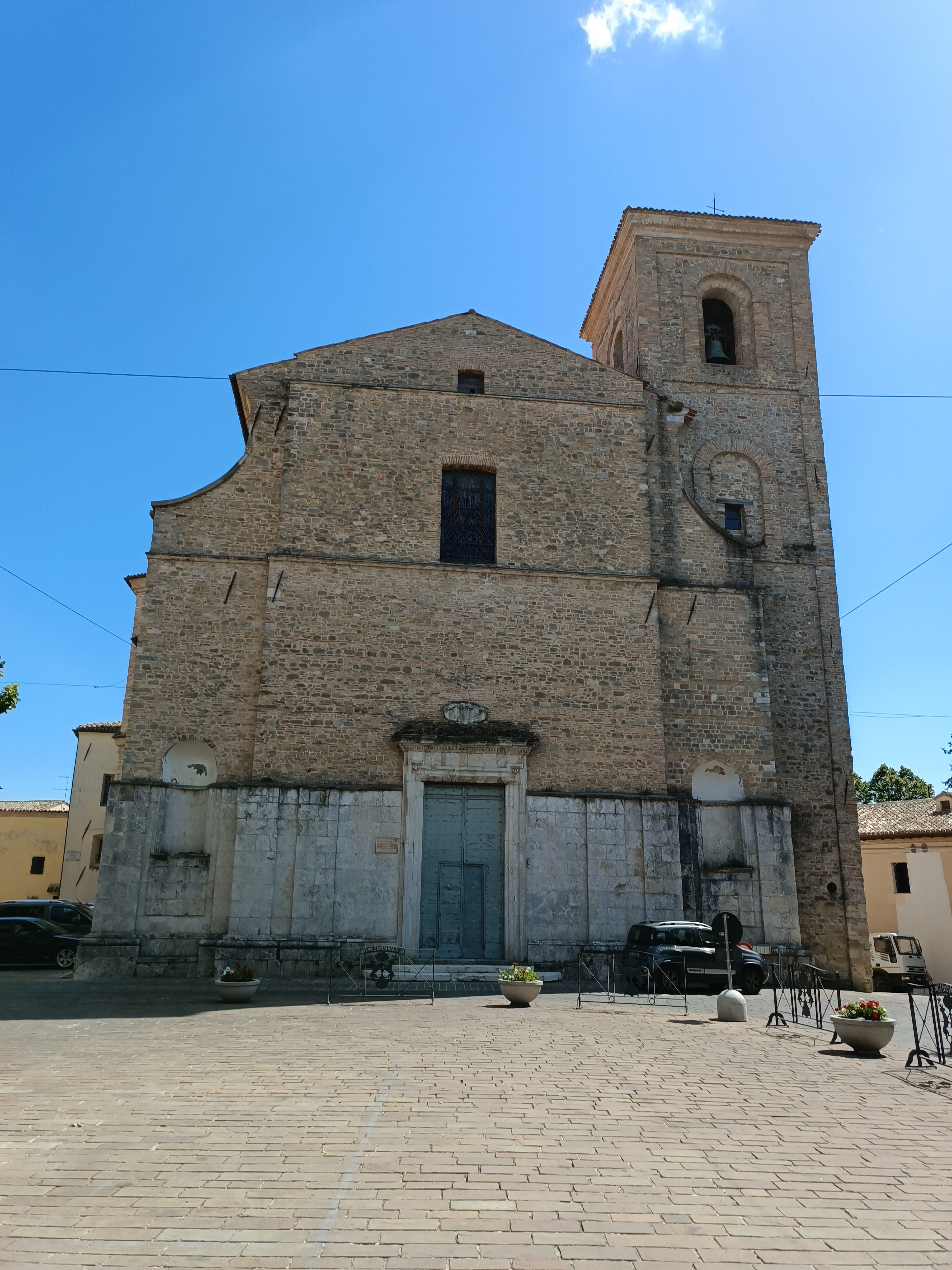
Duomo di Santa Maria Assunta.

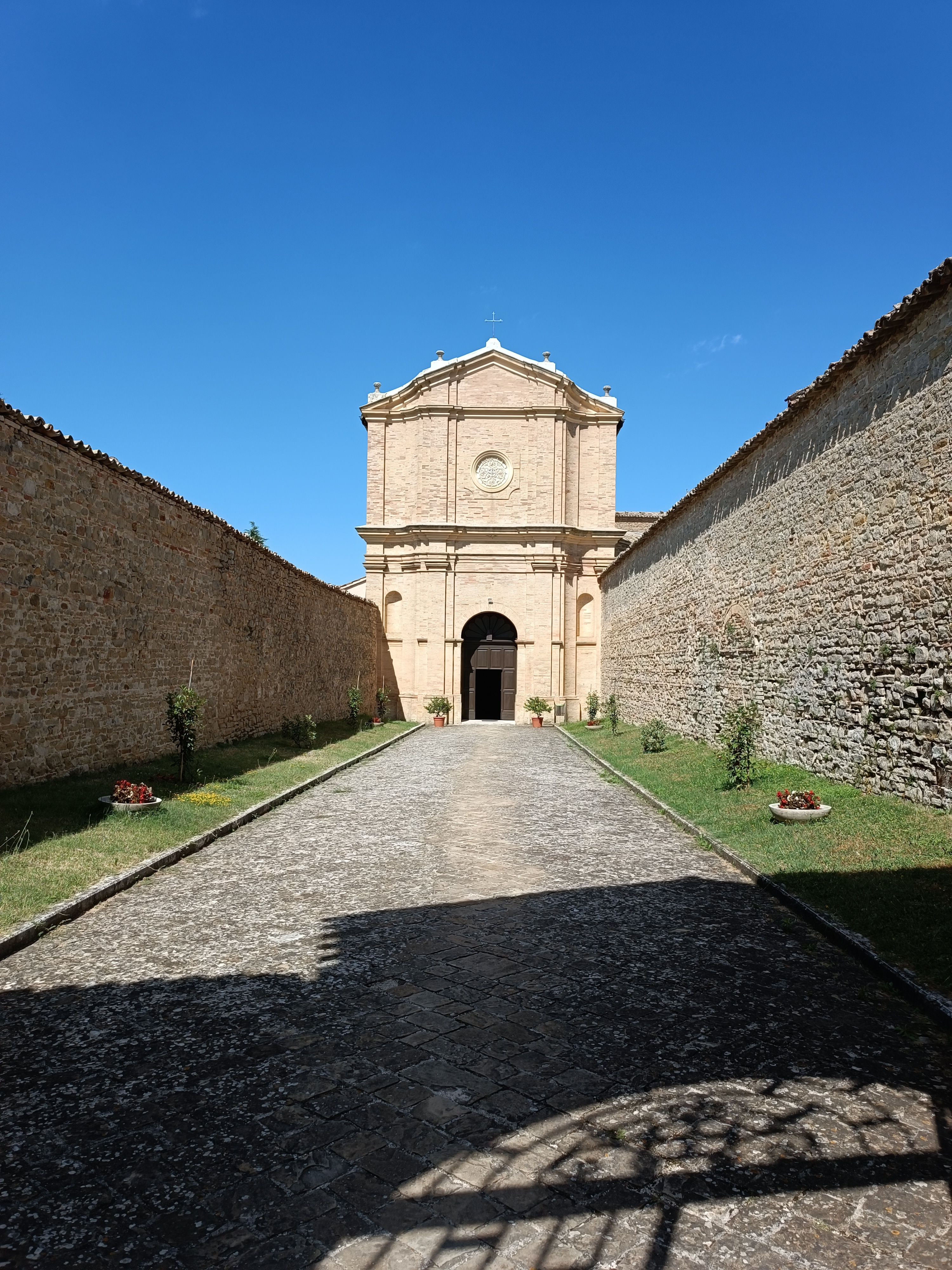
Santuario di Santa Sperandia.

### Architetture religiose

#### Chiese urbane
- Duomo di Cingoli.
- Chiesa di Sant'Antonio Abate.[13]
- Chiesa di San Benedetto, sopra l'altare maggiore una Deposizione attribuita ad Annibale Carracci [14][15]
- Chiesa di Santa Caterina.[16]
- Chiesa di San Domenico, ospita la tela raffigurante la Madonna del Rosario e Santi di Lorenzo Lotto [17][18]
- Collegiata di Sant'Esuperanzio, maggior monumento cittadino, eretto in stile gotico a partire dal 1250, che conserva notevoli affreschi di scuola umbro-marchigiana del XV e XVI secolo.
- Chiesa di San Filippo Neri.
- Chiesa di San Francesco, di origini trecentesche, conserva della chiesa romanica il portale e parte del campanile.[14][19]
- Chiesa di San Giacomo [20].
- Chiesa di San Girolamo [21].
- Chiesa di San Lorenzo [22].
- Chiesa di Santa Lucia [23].
- Chiesa di Santa Maria in Valverde [24].
- Chiesa di San Nicolò [25].
- Chiesa di San Paterniano.[26]
- Santuario di Santa Sperandia, risalente al XIII secolo, come un oratorio frequentato dalla santa camaldolese e dalle consorelle in origine dedicato a San Michele arcangelo, santo legato alla congregazione camaldolese.[27] All'interno viene conservato il corpo della santa in una cappella costruita nel 1525 allo scopo della sua custodia, con un ampliamento della chiesa, nella quale doveva essere collocata la tavola di Antonio Liberi da Faenza oggi sulla parete destra della chiesa. La pala con la Madonna con il Bambino e i Santi Michele arcangelo, Sperandia, Giovanni Battista, Barbara e Orsola, datata 1526, presenta la consueta volta a botte, qui con lacunari quadrati, che copre la composizione del nostro pittore, anche architetto, ma in cui si notano anche rimandi alle opere di Lorenzo Lotto, come la collocazione della Madonna col Bambino su un alto basamento e gli angeli che li incoronano.[28][29]
- Chiesa di Santo Spirito.[30]

#### Chiese rurali
- Chiesa di Sant'Anastasio [31].
- Chiesa di San Biagio [32].
- Chiesa di San Bonfilio [33].
- Chiesa di S. Maria delle Grazie [34].
- Chiesa di Santa Maria del Rango [35].
- Chiesa di San Pietro in Castiglione [36].
- Ex Abbazia dei Santi Quattro Coronati [37][38].
- Ex Abbazia di San Vittore
- Chiesa di San Sergio [39].
- Chiesa di San Vitale [40].
- Madonna del Pian de' Conti [41].
- Romitorio di San Michele Arcangelo [42].

### Architetture civili
- Palazzo Castiglioni.
- Palazzo Cavallini.
- Palazzo Cima della Scala.[43]
- Palazzo comunale.

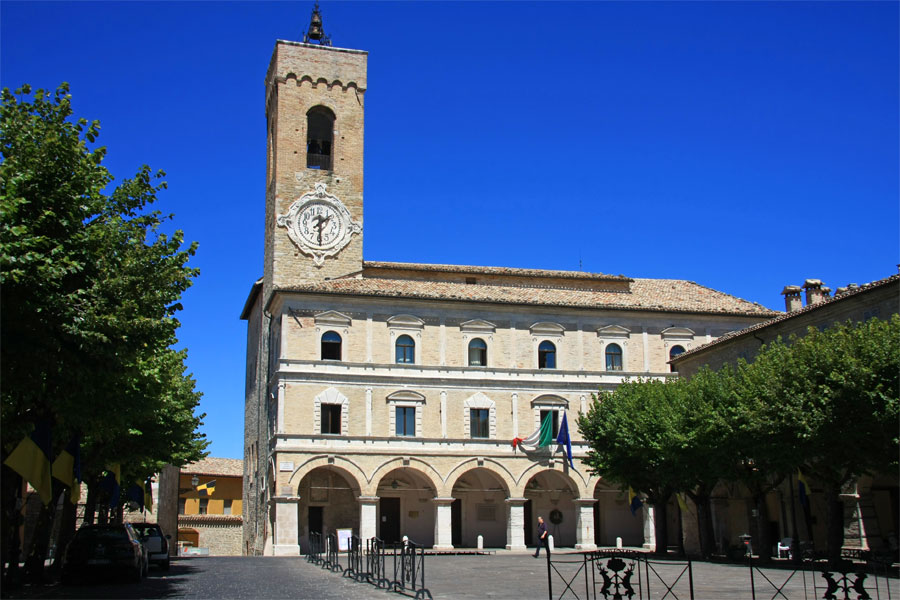
Palazzo comunale.

- Palazzo Conti, con un bel portale gotico [17].
- Palazzo Mucciolanti.
- Palazzo Pergoli.
- Palazzo Puccetti: il portale, fiancheggiato da due telamoni, dà accesso ad un giardino pensile [14][44] .
- Palazzo Raffaelli.
- Palazzo Silvestri, che ha dato ospitalità al cardinale Alessandro Farnese (papa Paolo III) [14].
- Palazzi Simonetti.[45]

### Architetture militari
- Il Cassero
- Cinta muraria di Cingoli [46].
- Porta dello Spineto [47]
- Porta Piana [48]

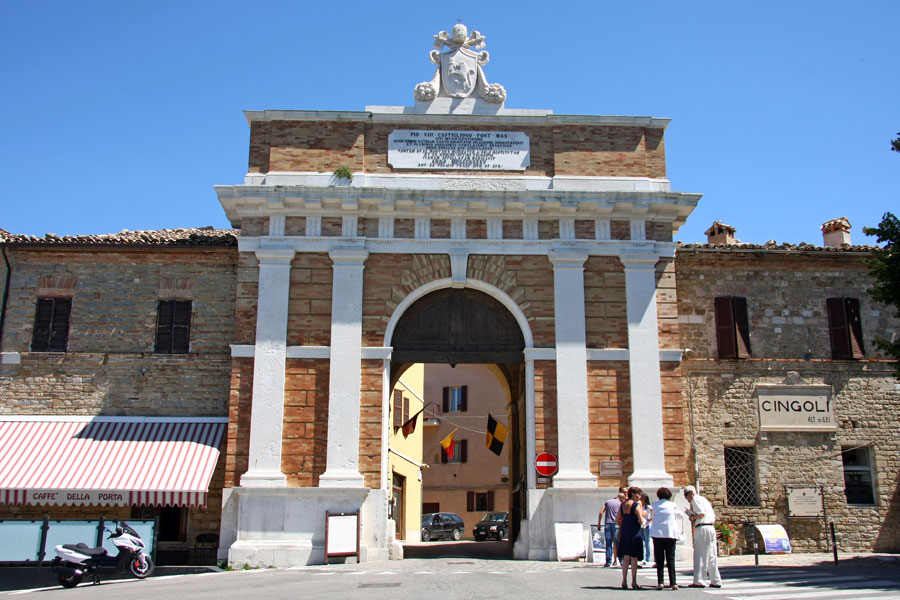
Porta Piana o Pia, costruita nel 1835 in onore del concittadino papa Pio VIII.

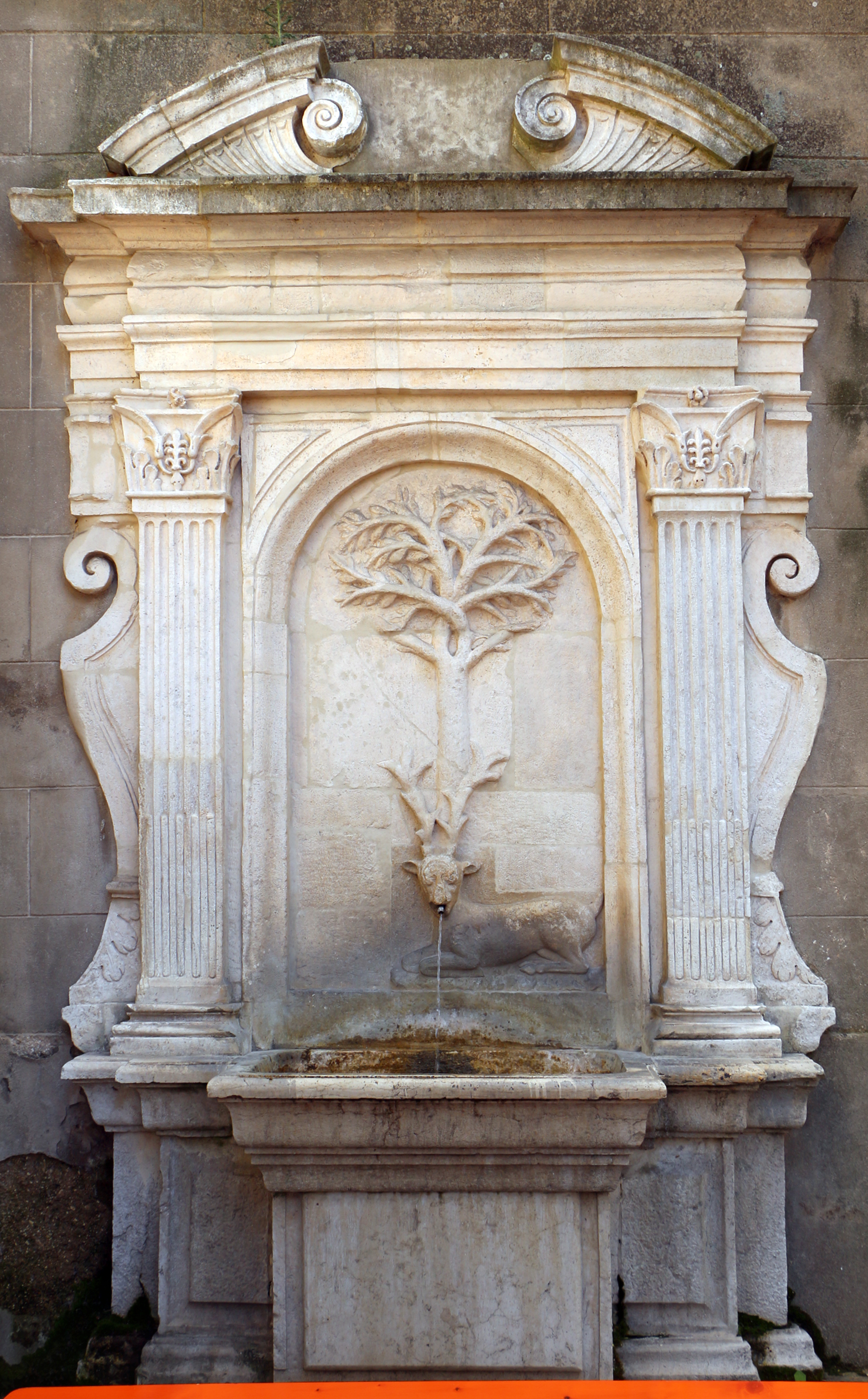
La Fontana del Maltempo, XVI secolo.

- Ruderi del Castello di Castreccioni [49].
- Ruderi del Castello di Colognola [50].

### Altro
- Fonte Giulia.
- Fonte di Sant'Esuperanzio.[51]
- Fontana del Maltempo: così detta perché zampillava solo dopo abbondanti piogge [14][52] .

### Siti archeologici
- Area archeologica di Cingulum [53][54]
- Ponte Romano o Ponte Intagliata

## Cultura

### Istruzione

#### Biblioteche
- Biblioteca comunale Ascariana [55]

#### Scuole
- Istituto alberghiero Girolamo Varnelli.
- Liceo linguistico e delle scienze umane Giacomo Leopardi (sezione distaccata di Cingoli).

#### Musei
- Pinacoteca comunale "Donatello Stefanucci"[56]
- Museo archeologico statale di Cingoli
- Museo del Lago
- Museo del Sidecar, che custodisce motociclette e sidecar dai primi modelli a quelli più recenti [17]
- Antiquarium di Villa Foligno-Della Rovere in San Vittore di Cingoli.[57]

## Società

### Evoluzione demografica
Abitanti censiti

### Etnie e minoranze straniere
Al 31 dicembre 2023 vi erano 831 residenti stranieri, pari all'8,74% della popolazione.

## Geografia antropica

### Frazioni
Qui di seguito viene riportato l'elenco delle 30 frazioni cingolane (fra parentesi è indicato il numero di abitanti, che per Cingoli paese è 3 261):
Avenale (244); Botontano (20); Capo di Rio (22); Carciole (77); Castel Sant'Angelo (17); Castreccioni (32); Cervidone I (16); Cervidone II (65); Civitello (19); Colcerasa (14); Colle San Valentino (234); Grottaccia (502); Lago Castreccioni (355); Marcucci (17); Moscosi (135); Mummuiola; Pettovallone (10); Piancavallino (18); Pian della Pieve (51); Pozzo (214); Saltregna (47); San Faustino (63); San Flaviano (41); Santa Maria del Rango (20); Santo Stefano (25); Santo Obrizio; San Venanzo (33); San Vittore (234); Strada (1.444); Torre (359); Torrone (113); Troviggiano (1.030); Valcarecce (31); Colognola; Castelletta; Coppo (5)

## Amministrazione
| Periodo        | Periodo        | Primo cittadino      | Partito                 | Carica  | Note   |
| -------------- | -------------- | -------------------- | ----------------------- | ------- | ------ |
| 28 agosto 1985 | 23 luglio 1990 | Gilberto Giorgi      | Democrazia Cristiana    | Sindaco | [ 61 ] |
| 24 luglio 1990 | 23 aprile 1995 | Emanuela Branchesi   | Democrazia Cristiana    | Sindaco | [ 61 ] |
| 24 aprile 1995 | 14 giugno 1999 | Leonardo Lippi       | Centro-destra           | Sindaco | [ 61 ] |
| 15 giugno 1999 | 13 giugno 2004 | Leonardo Lippi       | Lista civica            | Sindaco | [ 61 ] |
| 14 giugno 2004 | 7 giugno 2009  | Gianfilippo Bacci    | Centro                  | Sindaco | [ 61 ] |
| 8 giugno 2009  | 25 maggio 2014 | Filippo Saltamartini | Il Popolo della Libertà | Sindaco | [ 61 ] |
| 26 maggio 2014 | 26 maggio 2019 | Filippo Saltamartini | Centro-destra           | Sindaco | [ 61 ] |
| 27 maggio 2019 | 9 giugno 2024  | Michele Vittori      | Centro Destra Civico    | Sindaco | [ 61 ] |
| 10 giugno 2024 | in carica      | Michele Vittori      | Centro Destra Civico    | Sindaco | [ 61 ] |

### Gemellaggi
- Aprilia, dal 2004

## Sport
Calcio
Aveva sede nel comune la società Cingolana, attiva dal 1963 al 2013, nel 1993 è stata fondata la società di calcio ASD San Francesco-Cingoli, che nel 2021 diventa Cingolana-San Francesco. Nella frazione di Villa Strada ha sede la società Victoria Strada. Partecipano entrambe a campionati dilettantistici regionali.
Hanno inoltre sede a Cingoli le società di calcio a 5 Grottaccia, Avenele, Moscosi 2008 e Polisportiva Victoria.
Pallamano e pallavolo
La Polisportiva Cingoli fondata nel 1980 ha due squadre, maschile e femminile, entrambi militanti nelle massime divisioni nazionali 2020-2021.
La stessa società è presente anche nella pallavolo femminile.
Rally
Nel comune si svolgono il "rally dell'Adriatico", e il rally delle Marche.
Tennis
Il tennis club Cingoli nato nel 1950, organizza il trofeo "Balcone delle Marche" giunto alla 60ª edizione.

### Impianti sportivi
- Stadio Comunale "Aldo Spivach"
- Palazzetto dello Sport "Luigino Quaresima" detto PalaQuaresima
- Crossodromo "Bartolomeo Tittoni" ha ospitato numerose manifestazioni internazionali e Gran Premi di Campionato del Mondo.
- Acquaparco VerdeAzzurro - Centro Natatorio e Campo Sportivo - San Faustino